# Saint-Bonnet-de-Bellac
Saint-Bonnet-de-Bellac (en occitano Sent Bonèt de Belac) es una localidad y comuna de Francia, en la región de Lemosín, departamento de Alto Vienne, en el distrito y cantón de Bellac.
Está integrada en la Communauté de communes du Haut Limousin.

## Demografía
| 804 | 707 | 640 | 563 | 521 | 517 | 533 |
| Para los censos de 1962 a 1999 la población legal corresponde a la población sin duplicidades (Fuente: INSEE [Consultar]) |     |     |     |     |     |     |